# Azat
De Azat (Armeens: Ազատ) is een rivier in de provincie Kotajk in Armenië, met een stroomgebied van 572 km². Zij is gekend voor de talrijke watervallen en de rotsachtige bedding.

## Loop
De Azat is 55 km lang en ontspringt op de westelijke helling van het Geghama-gebergte en stroomt in zuidwestelijke richting.
De bovenloop maakt deel uit van het werelderfgoed: "Klooster van Geghard en de Boven-Azatvallei".
De rivier stroomt door Garni, het Natuurreservaat Khosrov, Lanjazat en Arevshat. Haar benedenloop gaat over in de Araratvallei. Ze mondt nabij Arevshat uit in de Arax. De rivier is afgedamd voor irrigatie en hydro-elektriciteitsproductie.

## De stenen symfonie
Het stuk van de rivier nabij de samenvloeiing met de Goght is bijzonder. Ze stroomt door de Garni-canyon, een kloof met regelmatige zeshoekige vormen als wand. Het einde van de kloof wordt wegens zijn schoonheid de Stenen Symfonie genoemd.